# Saint-Grégoire (Tarn)
 Saint-Grégoire  es una población y comuna francesa, ubicada en la región de Mediodía-Pirineos, departamento de Tarn, en el distrito de Albi y cantón de Valderiès.

## Demografía
| 352 | 340 | 304 | 292 | 307 | 328 |
| Para los censos de 1962 a 1999 la población legal corresponde a la población sin duplicidades (Fuente: INSEE [Consultar]) |     |     |     |     |     |